# Zamknięcie (hydrotechnika)
Zamknięcie – element składowy budowli piętrzącej, stanowiący z nią całość techniczno-użytkową, spełniający funkcję podstawową piętrzenia wody na cieku z możliwością jej przepuszczenia przez stopień – przez zamknięcie, a także mogący spełniać inne dodatkowe funkcje. Zamknięcia są elementem ruchomym budowli. Stosowane są na jazach, śluzach wodnych, w zaporach i innych budowlach piętrzących. Często w odniesieniu do danego obiektu stosuje się nazwę pochodną właśnie od rodzaju zastosowanego zamknięcia, np. jaz segmentowy,  jaz sektorowy. Także w odniesieniu do jazów z zamknięciami, w odróżnieniu od jazów stałych, stosuje się określenie jaz ruchomy.

## Podstawa prawna
Warunki techniczne dla zamknięć określone są w Rozporządzeniu Ministra Środowiska z dnia 20 kwietnia 2007 r. w sprawie warunków technicznych, jakim powinny odpowiadać budowle hydrotechniczne i ich usytuowanie (Dz.U. 2007 nr 86 poz. 579). Przepisy te zaliczają zamknięcia do wyposażenia budowli piętrzącej i wyróżniają:
- zamknięcia główne
- zamknięcia awaryjne
- zamknięcia remontowe.

## Rodzaje

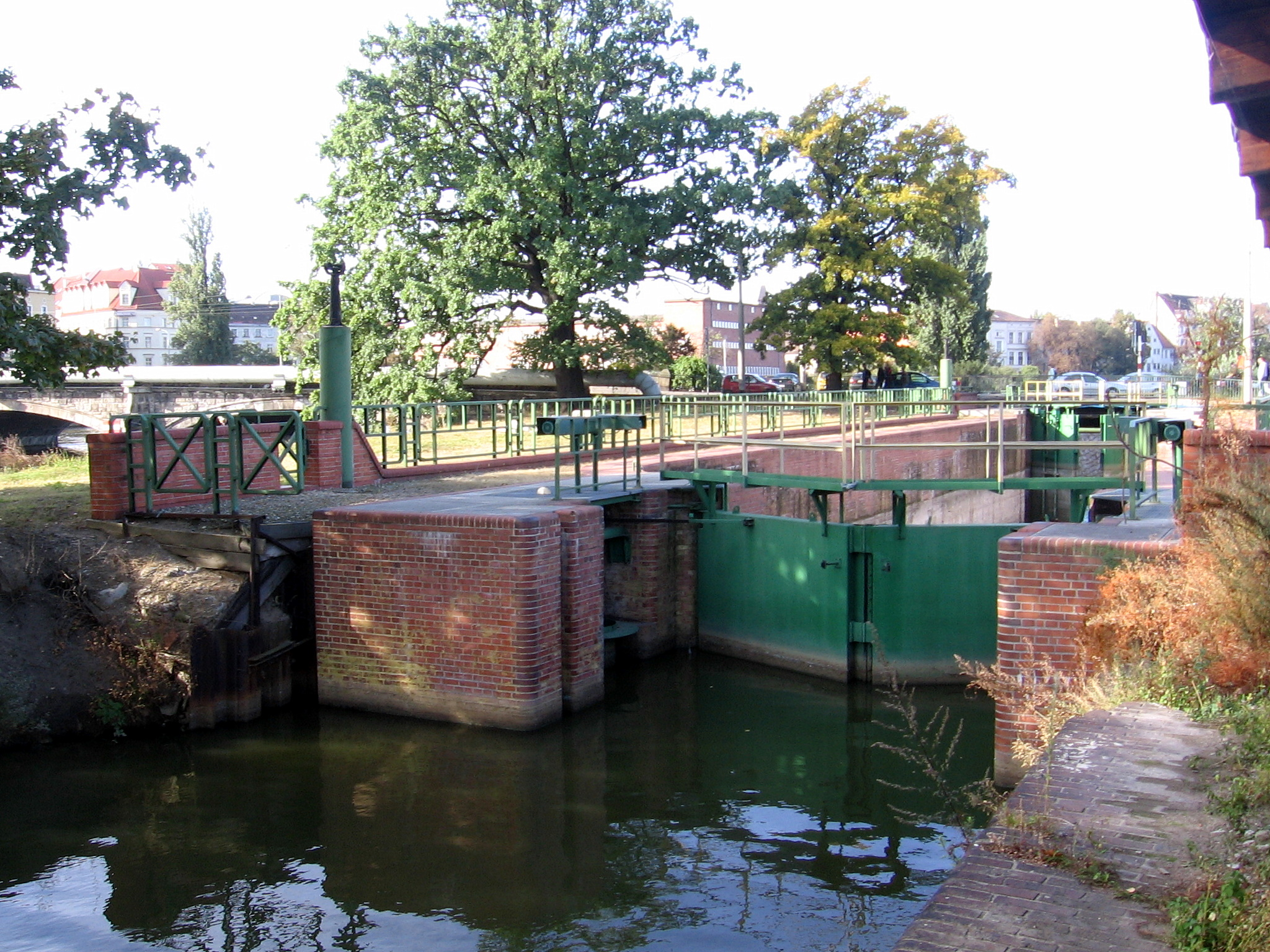
Wrota wsporne – Śluza Mieszczańska

Ze względu na konstrukcję i sposób pracy zamknięcia, spośród stosowanych w budowlach hydrotechnicznych zamknięć, wyróżnia się zamknięcia:
- dachowe
- klapowe
- kozłowo-iglicowe
- mostowe
- powłokowe
- segmentowe
- sektorowe
- walcowe
- wrota wsporne
- zasuwy
- i inne.

W niektórych z powyższych rodzajów zamknięć występują różne podtypy, np. klapa – klapa soczewkowa, klapa Čabelki (nazwa pochodzi od nazwiska jej wynalazcy); zasuwy – jednodzielne, dwudzielne; wrota wsporne – jednoskrzydłowe, dwuskrzydłowe.
Na jednej budowli hydrotechnicznej stosuje się różne zamknięcia, np. dla śluzy zamknięcie górne – segmentowe, dolne – wrota wsporne dwuskrzydłowe; dla jazu – w poszczególnych przęsłach: klapa, stały, trzy zasuwy jednodzielne.
Specyficznymi zamknięciami, również często stosowanymi są połączenia powyższych podtypów, np. zasuwa lub segment mogą być wyposażone górą w klapę stosowaną do przepuszczania śryżu i kry.
Wyżej opisane zamknięcia są zamknięciami stałymi, eksploatacyjnymi. Oprócz nich stosuje się również zamknięcia awaryjne, oraz tymczasowe. Zamknięcia awaryjne służą do zabezpieczenia określonego fragmenty infrastruktury hydrotechnicznej w stanach ekstremalnych, np. podczas wezbrań czy przejścia kry (np. Brama Przeciwpowodziowa i dodatkowe wrota przy głowie dolnej Śluzy Miejskiej we Wrocławiu zabezpieczające Kanał Miejski). Zamknięcia tymczasowe, nazywane są również remontowymi i stosowane do odcięcia wody od obiektu, na którym mają zostać wykonane określone roboty budowlane. Obiekt taki często wyposażony jest w specjalne elementy ułatwiające montaż zamknięć tymczasowych, np. wnęki na szandory. Najczęściej spotykane zamknięcia remontowe to: zamknięcia iglicowe, belki zakładane (szandory), pływające konstrukcje zatapialne.
Ponadto w budowlach hydrotechnicznych stosuje się również inne zamknięcia dla pozostałych elementów budowli – niestanowiących głównych urządzeń przepuszczania wód przez stopień. Są to na przykład zamknięcia dla kanałów obiegowych, spustów, upustów i przepustów, przepławek, kanałów wlotowych, otworów zasilających i innych elementów, gdzie stosowano i stosuje się także różne inne rozwiązania niż wymienione powyżej.

## Stan eksploatacyjny zamknięcia

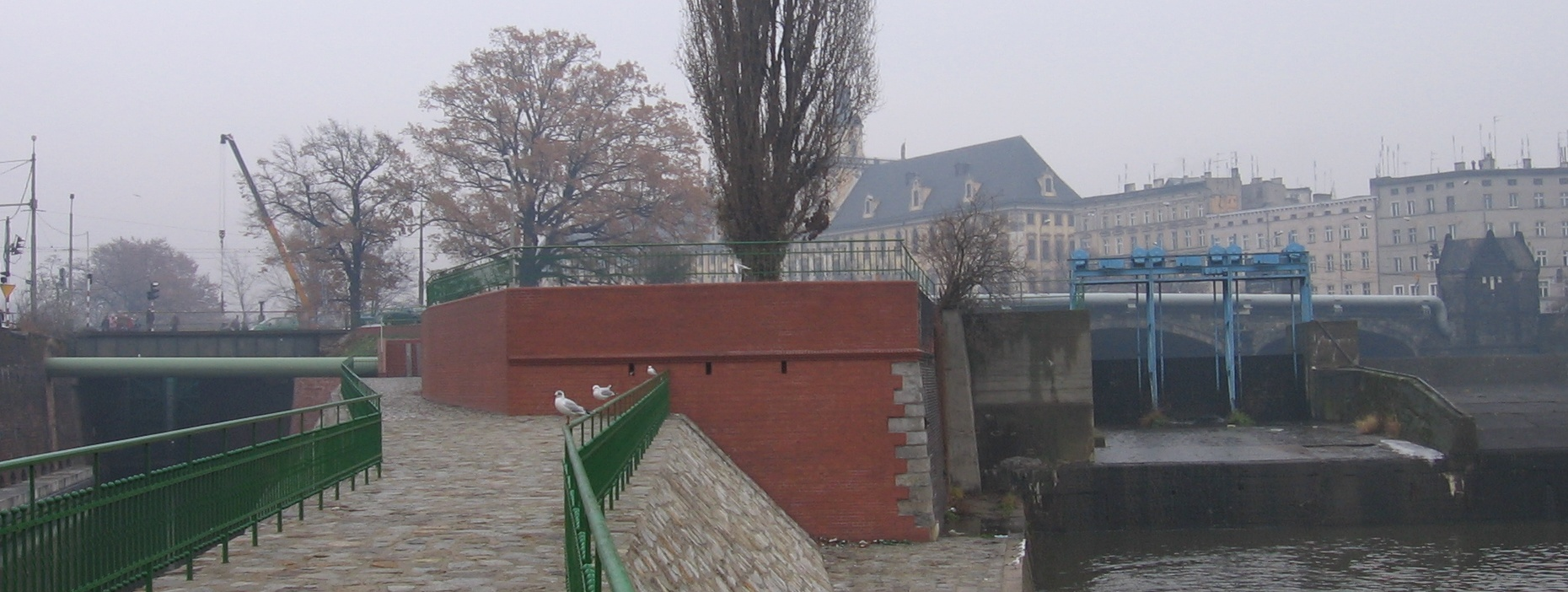
po prawej: lewe przęsło Jazu Elektrowni Wodnej Wrocław I z trzema zasuwami; (po lewej Śluza Mieszczańska)

Podczas normalnej pracy zamknięcia, może ono znajdować się w stanie:
otwarcia zamknięciaw tym stanie pracy, nie piętrzy ono wody, praca w tym stanie jest wykonywania np. na śluzach przy przepuszczaniu jednostek pływających, na jazach i zaporach przy przepuszczaniu wód wezbraniowych itp.
zamknięciaw tym stanie pracy, zamknięcie piętrzy wodę na stopniu, niektóre z rodzajów zamknięć mogą przyjmować zmienne pozycje co daje możliwość sterowania poziomem wody powyżej stopnia
przemieszczaniajest to stan w którym zmienia się położenie zamknięcia, następuje jego otwieranie bądź zamykanie.

## Budowa zamknięć
Zamknięcia stanowią określoną konstrukcję budowlaną, projektowaną przez osobę posiadającą uprawnienia budowlane odpowiedniej specjalności i mającą prawo do wykonywania samodzielnej funkcji technicznej w budownictwie, w zakresie projektowania. W zależności od stopnia skomplikowania, kategorii obiektu, obciążeń, zamknięcia mogą być prostymi konstrukcja, np. drewniane zastawki, aż do dużych i skomplikowanych ustrojów kratowych i przestrzennych. Do tak zaprojektowanej konstrukcji należy także zaprojektować mechaniczną stronę tego elementu budowli, tzn. odpowiednie napędy, siłowniki i inne mechaniczne, elektryczne i teletechniczne urządzenia, odpowiedzialne za pracę konstrukcji. Obecnie najczęściej stosuje się zamknięcia wykonane w technologii stalowej, dla małych obiektów także drewniane.
Zamknięcie wbudowane w określoną konstrukcję podstawową budowli, aby mogło spełniać swoją funkcję piętrzenia wody, musi zostać w odpowiedni sposób uszczelnione – a dokładniej uszczelniony musi być styk zamknięcia z konstrukcją, najczęściej betonową lub żelbetową, albo innym elementem stalowym wbudowanym w korpus budowli. Do uszczelnień zamknięć stosuje się: elementy z gumy lub innych tworzyw sztucznych, odpowiednio wyprofilowane, klocki gumowe, a także belki drewniane.

## Napęd zamknięć
Zamknięcie jest ruchomym elementem budowli. Przemieszczenie zamknięcia, według określonego toru, wymaga wykonania określonej pracy, której wykonanie wymaga przekazania na zamknięcie wymaganej energii. Sposób pozyskania energii potrzebnej w procesie otwarcia lub zamknięcia zmieniał się wraz z rozwojem technicznym. Początkowo była to obsługa ręczna; niezbędną energię dostarczał człowiek. Obecnie najpowszechniej stosuje się energię elektryczną napędzającą odpowiednie siłowniki, napędy hydrauliczne, choć czasem napęd ręczny pozostaje jedyny dla małych obiektów (np. jaz zastawkowy), oraz pozostaje jako napęd awaryjny dla obiektów, w których podstawowym napędem eksploatacyjnym jest inny napęd niż ręczny. Ponadto w pewnych typach zamknięć wykorzystuje się również siły, jakie dostarcza sama woda, tj. parcie, wypór. Dla zmniejszenia wymaganej do przemieszczenia zamknięcia energii stosuje się także dodatkowe elementy jak przeciwwagi, przekładnie itp. elementy.